# Новомихайлівка (Баштанський район)
Новомиха́йлівка — село в Україні, у Новобузькій міській громаді Баштанського району Миколаївської області. Населення становить 279 осіб.
Розташоване за 25 км на схід від центру громади — міста Новий Буг і за 10 км від залізничної роз'їзду Добровільського на лінії Миколаїв — Сортувальний — Долинське.

## Історія
Засновано село в 1880-х роках.
На фронтах Німецько-радянської війни воювали 220 жителів Новомихайлівки, 120 з них загинули, 130 — нагороджені орденами і медалями. На згадку про загиблих односельців і воїнів-визволителів в 1971 р. споруджений меморіальний комплекс.
У Новомихайлівці за часів УРСР, працював колгосп «Більшовик». За високі виробничі показники 106 працівників села нагороджені орденами і медалями, у тому числі ордени Трудового Червоного Прапора удостоєні комбайнер А. С. Катрич, слюсар-налагоджує Е. А. Мисив'янцев, диспетчер В. Г. Рубченко, голова колгоспу С. І. Печерський, доярка Н. Г. Стужук, бригадир комплексної бригади Г. А. Гладир.

## Економіка
У селі обробляється 5103 га сільськогосподарських угідь, у тому числі 5700 га орних земель. Господарство займається виробництвом зерна і м'яса, вирощуванням технічних культур. Тут споруджений молочний комплекс на 1200 корів.

## Освіта і культура
У Новомихайлівці працює дев'ятирічна школа, у якій 14 учителів і 95 учнів, будинок культури із залом на 300 місць, бібліотека з книжковим фондом 10,5 тис. примірників, фельдшерсько-акушерський пункт. До послуг мешканців села — дитячий садок на 50 місць, два магазини, відділення Укрпошти, Ощадбанку України.